# Jean-Pierre Améris
Jean-Pierre Améris (ur. 26 lipca 1961 w Lyonie) – francuski reżyser i scenarzysta filmowy. Od 1993 wyreżyserował około 15 filmów. Jego obraz Waga lekka (2004) został zaprezentowany w sekcji "Un Certain Regard" na 57. MFF w Cannes.

## Wybrana filmografia

### Reżyser
- Le bateau de mariage (1993)
- Les aveux de l'innocent (1996)
- Tous nos voeux de bonheur (1997)
- Madame Dubois - Hôtel Bellevue (1997)
- L'amour à vif (1998)
- Mauvaises fréquentations (1999)
- Takie jest życie (C'est la vie, 2001)
- Waga lekka (Poids léger, 2004)
- Nazywam się Elisabeth (Je m'appelle Elisabeth, 2006)
- Maman est folle (2007)
- Przepis na miłość (Les Émotifs anonymes, 2010)
- L'homme qui rit (2012)
- Historia Marii (Marie Heurtin, 2014)